# Pierre Sarr N’Jie

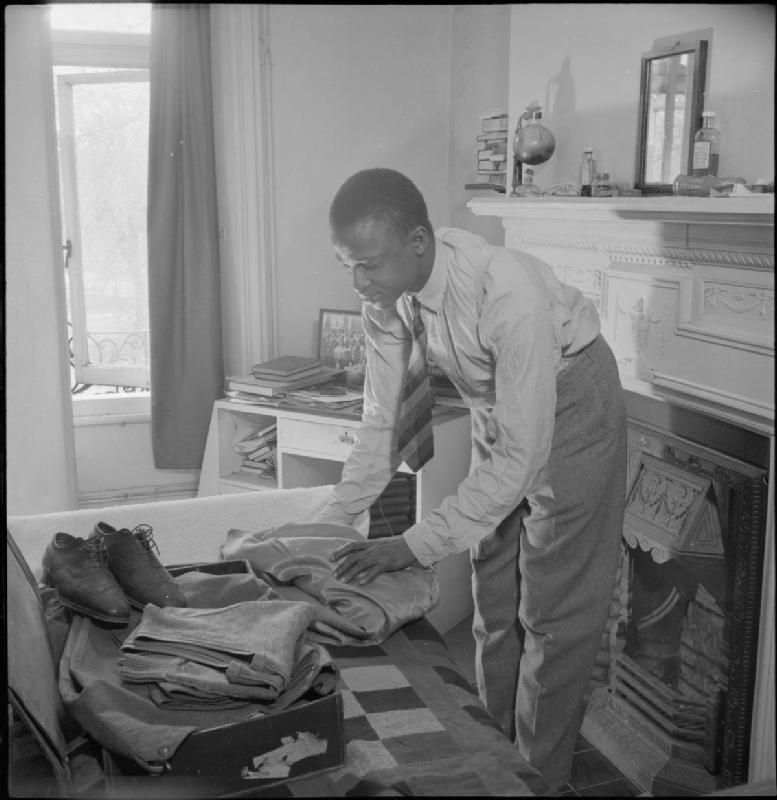
Pierre Sarr N’Jie (1944)

Pierre Sarr N’Jie (* 17. Juli 1909; † 11. Dezember 1993) war Politiker im westafrikanischen Staat Gambia.

## Leben
| Parlamentswahl | Stimmen | Stimmanteil |
| -------------- | ------- | ----------- |
| 1951           | 463     | 20,47 %     |
| 1954           | 2.123   | 35,84 %     |

| Parlamentswahl | Stimmen | Stimmanteil |
| -------------- | ------- | ----------- |
| 1960           | 1.017   | 59,68 %     |
| 1962           | 1.221   | 57,38 %     |

| Parlamentswahl | Stimmen | Stimmanteil |
| -------------- | ------- | ----------- |
| 1966           | 2.449   | 75,31 %     |
| 1972           | 1.633   | 51,02 %     |

1952 gründete der christliche Pierre Sarr N’Jie, aus dem Volk der Fulbe, die frühere gambische Partei United Party (UP) und war ihr Vorsitzender. Die UP hatte ihre Anhänger in den Wolof und Fulbe mit römisch-katholischem Glauben. N’Jie machte sich stark für eine Föderation mit Senegal.
In der Phase, in der Gambia seiner Unabhängigkeit entgegen steuerte, beauftragte das Vereinigte Königreich ein Jahr später nach den Parlamentswahlen 1960 N’Jie von der UP eine Kommission mit Vertretern aller Parteien zu bilden, die das Land auf eine Selbstverwaltung vorbereiten sollte. Bei den zweiten Parlamentswahlen 1962 siegte die People’s Progressive Party (PPP) und der 38-jährige Dauda (später Sir Dauda) Kairaba Jawara wurde zum Premierminister ernannt und N’Jie wurde Oppositionsführer im Parlament.
Er war von März 1961 bis zum 12. Juni 1962 Chef-Minister von Gambia, ein Amt, das der Vorläufer des Premierministeramts war. Als N’Jie sich aus der Politik zurückgezogen hatte, verlor die UP an Bedeutung.